# Armand Catafago
Gabriel Armand Philippe Catafago, detto Gaby (in arabo غابريال آرمان فيليب كتافاجو‎?; Alessandria d'Egitto, 13 gennaio 1926 – Alessandria d'Egitto, 16 settembre 2010), è stato un cestista egiziano.

## Carriera
Vanta nel suo palmarès la conquista del titolo europeo conquistato con l'Egitto ai Campionati europei del 1949. Nell'edizione del 1947 aveva conquistato la medaglia di bronzo.
Con l'Egitto ha disputato due edizioni dei Giochi olimpici. A Londra 1948, allenato da Neal Harris, ha disputato 8 partite piazzandosi al 19º posto. A Helsinki 1952, sotto la guida tecnica di Nello Paratore, Catafago è stato schierato in 6 occasioni, mettendo a referto 41 punti nella manifestazione.
Catafago ha preso parte ai Mondiali 1950 disputati in Argentina, e chiusi al 5º posto in classifica dalla squadra africana.